# Running back

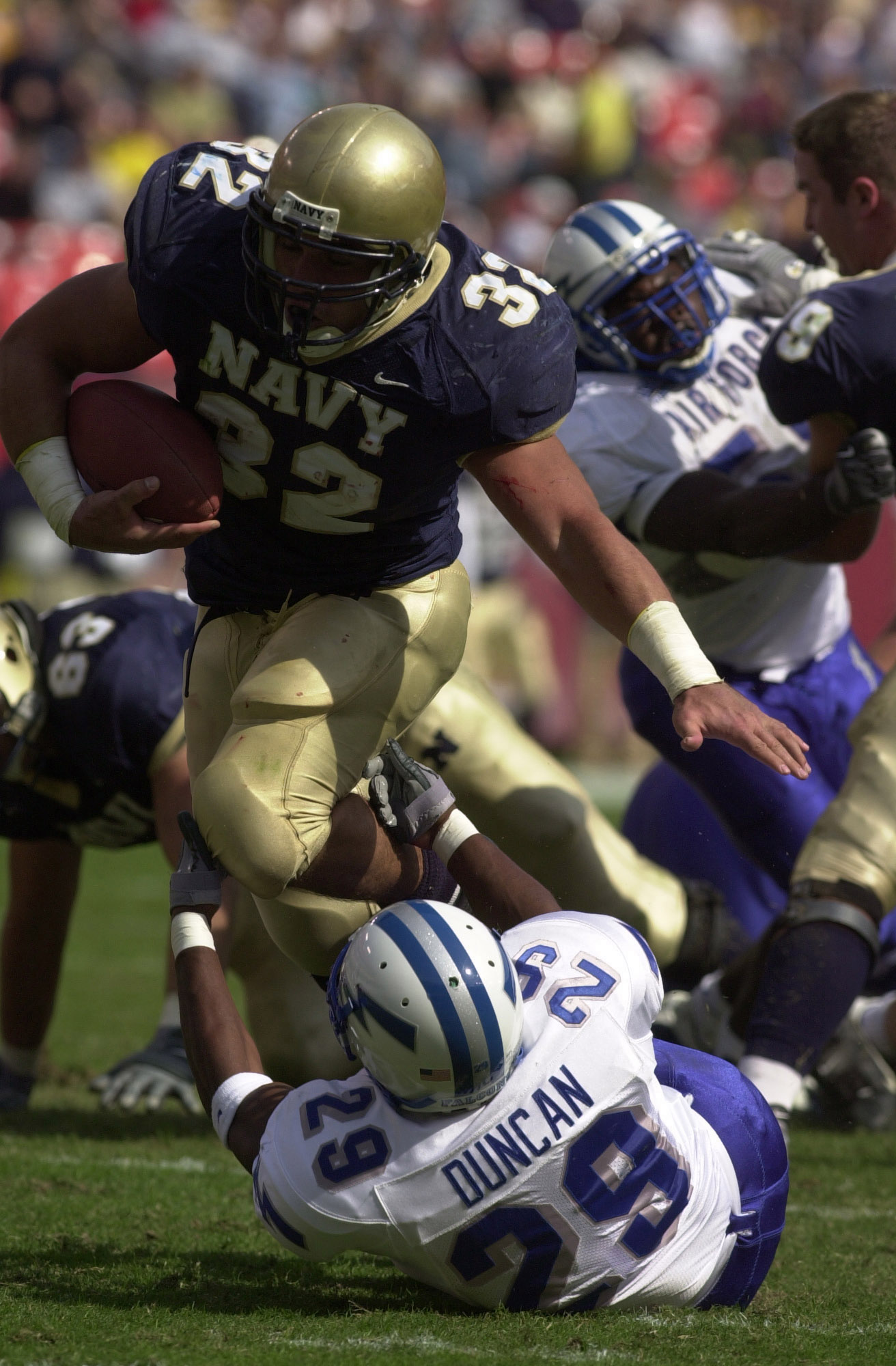
Zawodnik typu running back (#32) w trakcie gry.

Running back (RB) (biegacz) – pozycja zawodnika w futbolu amerykańskim i kanadyjskim. Zawodnik ten należy do formacji ataku, a jego głównym zadaniem jest bieg z piłką i zdobycie jak największej liczby jardów.
Zawodnik typu running back ustawiony jest za rozgrywającym (I Formacja) lub u jego boku (Formacja Shot gun). Jego głównym zadaniem jest po odebraniu piłki od rozgrywającego bieg z nią "drogą" wyznaczoną przez schemat danej zagrywki, przy jednoczesnym wymijaniu niewyblokowanych zawodników drużyny przeciwnej. Za wyblokowanie przeciwników i stworzenie mu wolnej przestrzeni odpowiedzialni są zawodnicy z offensive line. Jednak często się zdarza, że w ustalonym w zagrywce miejscu, nie ma przejścia, wtedy running back musi natychmiast zareagować i znaleźć inną drogę. Dlatego taki zawodnik musi mieć refleks i posiadać umiejętność przewidywania sytuacji. 
Running back nie zdobywa jednorazowo wielu jardów. Najczęściej jest to 4–5 jardów.
W sytuacjach, gdy będzie podanie (passing play) running back w zależności od rodzaju zagrywki ma dwa różne zadania. Pierwsze to ochrona rozgrywającego. Druga to odebranie podania, czyli przejęcie roli dodatkowego skrzydłowego (ang. wide receiver). Dlatego nawet, jeśli od razu zawodnik ten nie otrzyma piłki, to zawodnicy drużyny broniącej i tak muszą mieć na oku tego zawodnika, gdyż wciąż jest on bardzo niebezpieczny.
Wyróżnia się dwa rodzaje graczy typu running back:
- Halfback (HB) – zwany również tailback (TB) – zawodnik ten w większości akcjach biegowych (gra dołem) jest odpowiedzialny za bieg z piłką, za to w akcjach podaniowych pełni rolę dodatkowego skrzydłowego.

- Fullback (FB) – zawodnik ten zazwyczaj wykorzystywany jest do wspomagania graczy z offensive line w blokowaniu rywali. Innym często wykonywanym zadaniem przez tego zawodnika jest bieg przed graczem typu halfback, w celu ochronienia go przed atakami rywali. W związku z wykonywanymi zadaniami gracz ten jest trochę masywniejszy i silniejszy od halfback.